# إيما هومان ثاير
إيما هومان ثاير (بالإنجليزية: Emma Homan Thayer) (13 فبراير 1842، نيويورك في الولايات المتحدة - 1908)؛ روائية أمريكية.